# Jean-Marie Arrighi
Pour les articles homonymes, voir Arrighi.
Jean-Marie Arrighi député suppléant de la Corse à la Convention nationale le 18 vendémiaire an III, membre du Conseil des Cinq-Cents, est né le 23 janvier 1751 à Corte (Corse), fils de François et Julie Mattei, et mort rue Favart à Paris, âgé de 91 ans le 24 janvier 1842.

## Biographie
Jean-Marie Arrighi, le 21 septembre 1792 doit, à la mise hors la loi du député titulaire Antoine Andrei (1733-1815), de siéger à l'assemblée à partir du 1er ventôse an II. À la chambre des députés, il demande une allocation de secours pour ses compagnons réfugiés en France, que l'on fasse une distinction entre adversaires et partisans de Pascal Paoli, et que les enfants des réfugiés corses, soient éduqués dans des écoles du continent, afin d'apprendre le français.
Le 18 floréal an III, il est nommé membre de la commission des vingt-et-un, et dans la même année, il fait partie de la commission chargée d'examiner la conduite de Joseph Le Bon. En l'an 4 il est élu au Conseil des Cinq-Cents, avec les deux tiers des conventionnels, où il siègera jusqu'au 1er prairial an VI, comme député du département de Golo et Liamone. En l'an V, il s'oppose à l'annulation des élections de la Corse, opérées avant la promulgation de la constitution de l'an III. En brumaire an VIII, il est désigné, membre de la commission chargée de l'examen des demandes de radiation de la liste des émigrés, aux appointements de 8 000 francs par an.
Résidant en permanence à Paris, il sera nommé aux Cent-Jours membre de la junte administrative de la Corse, et se fera remarquer comme membre de la commission, créée pour exécuter le rappel des émigrés Corses. Il n'apparait sur la scène politique, qu'au moment du départ de Napoléon Ier de l'île d'Elbe, le 26 février 1815.
Il est élu député le 2 mars 1839 du département de Liamone, et démissionnera peu après. Il sera nommé comme l'un des membres de la junte, qui se chargera de l'administration de la Corse. En raison de son âge et de sa santé, il n'aura pas le temps d'assumer pleinement son poste, puisqu'il mourra le 24 janvier 1842, à l'âge de 91 ans.

## Sources historiques
- « Jean-Marie Arrighi », dans Adolphe Robert et Gaston Cougny, Dictionnaire des parlementaires français, Edgar Bourloton, 1889-1891 [détail de l’édition]
- Miroir de l'Histoire : juillet 1967 - n° 211